# 鉱山保安規則
鉱山保安規則（こうざんほあんきそく、平成6年3月24日通商産業省令第13号）は、鉱山での保安について定めた通商産業省令である。鉱山保安法施行規則(平成16年9月27日経済産業省令第96号)の施行に伴い、平成17年4月1日から廃止された。
鉱山保安法に基づき定められたものである。
本規則は次のような構成になっていた。
- 第1章 総則(第1条~第113条)
  - 第1節 通則(第1条~第12条)
  - 第2節 保安統括者及び保安技術職員(第13条~第54条)
  - 第3節 保安教育(第55条~第63条の2)
  - 第4節 鉱山労働者(第64条~第72条)
  - 第5節 保安委員会(第73条~第79条)
  - 第6節 保安規程(第80条~第82条)
  - 第7節 認可及び届出(第83条~第88条)
  - 第8節 性能検査等(第89条~第92条)
  - 第9節 保安図(第93条~第95条)
  - 第10節 報告(第96条~第98条)
  - 第11節 災害時の救護等(第99条~第113条)
- 第2章 機械、器具等に関する制限(第114条~第122条)
- 第3章 鉱場における掘削及び採油
  - 第1節 通則(第123条・第124条)
  - 第2節 やぐら(第125条~第136条)
  - 第3節 ロープ及びキャットライン(第137条~第142条)
  - 第4節 掘削装置(第143条~第155条)
  - 第5節 採油装置その他の施設(第156条~第181条)
- 第4章 パイプライン(第182条~第212条)
  - 第1節 通則(第182条~第184条)
  - 第2節 パイプの設置(第185条~第196条)
  - 第3節 石油及びコンビナート地域における高圧ガスのパイプの設置(第197条~第202条)
  - 第4節 保安施設(第203条~第212条)
- 第5章 通気及び坑内ガス(第213条~第281条)
  - 第1節 通則(第213条~第215条)
  - 第2節 坑内空気(第216条~第223条)
  - 第3節 通気施設(第224条~第252条)
  - 第4節 坑内空気の測定(第253条~第256条)
  - 第5節 坑内ガス(第257条~第264条)
  - 第6節 ガス突出による危険の防止(第265条~第274条)
  - 第7節 静電気による危険の防止(第275条)
  - 第8節 裸火の使用制限(第276条~第281条)
- 第6章 炭じん(第282条~第293条)
  - 第1節 通則(第282条~第287条)
  - 第2節 炭じんの処理(第288条~第290条)
  - 第3節 爆発伝播の防止(第291条~第293条)
- 第7章 落盤及び崩壊(第294条~第321条)
  - 第1節 通則(第294条~第297条)
  - 第2節 支柱等(第298条~第304条)
  - 第3節 天盤又は岩盤等の検査(第305条~第307条)
  - 第4節 山はね(第308条・第309条)
  - 第5節 露天掘採場(第310条~第321条)
- 第8章 電気(第322条~第388条)
  - 第1節 通則(第322条~第338条)
  - 第2節 接地(第339条~第350条)
  - 第3節 過電流に対する保護(第351条)
  - 第4節 電動機及び附属装置(第352条~第357条)
  - 第5節 坑内配線等(第358条~第378条)
  - 第6節 架空線式電気鉄道(第379条~第383条)
  - 第7節 坑内照明等(第384条~第387条)
  - 第8節 電気設備に関する技術基準を定める省令の準用等(第388条)
- 第9章 運搬(第389条~第429条)
  - 第1節 通則(第389条~第397条)
  - 第2節 一般保安装置(第398条~第408条)
  - 第3節 人の運搬(第409条~第416条)
  - 第4節 機関車等による運搬(第417条~第429条)
- 第10章 車両系鉱山機械及び自動車(第430条~第449条)
  - 第1節 通則(第430条~第433条)
  - 第2節 構造等(第434条・第435条)
  - 第3節 検査(第436条~第439条)
  - 第4節 使用による危険の防止(第440条~第447条)
  - 第5節 鉱山道路及び坑道(第448条・第449条)
- 第11章 坑内の通路及び就業箇所(第450条~第485条)
  - 第1節 通則(第450条~第452条)
  - 第2節 通路(第453条~第472条)
  - 第3節 就業箇所(第473条~第485条)
- 第12章 火薬類、発破等(第486条~第541条)
  - 第1節 通則(第486条~第492条)
  - 第2節 火薬類の取扱い(第493条~第511条)
  - 第3節 発破(第512条~第541条)
- 第13章 火災、自然発火及び火気の取扱い(第542条~第591条)
  - 第1節 通則(第542条~第545条)
  - 第2節 坑内火災の防止(第546条~第561条)
  - 第3節 坑外又は鉱場における火気の取扱い(第562条~第584条)
  - 第4節 自然発火の防止(第585条~第591条の2)
- 第14章 集中監視(第592条~第597条)
  - 第1節 通則(第592条~第595条)
  - 第2節 集中監視室等の設置(第596条・第597条)
- 第15章 坑外施設、排水施設等(第598条~第709条)
  - 第1節 通則(第598条~第600条)
  - 第2節 坑外作業場等(第601条~第609条)
  - 第3節 毒劇物等(第610条~第615条)
  - 第4節 汽缶(第616条~第624条)
  - 第5節 特殊汽缶(第625条~第629条)
  - 第6節 コンプレッサー(第630条~第634条)
  - 第7節 高圧ガス(第635条~第644条)
  - 第8節 高圧ガス処理プラント(第645条・第646条)
  - 第9節 ガス集合溶接装置(第647条~第652条)
  - 第10節 起重機(第653条~第661条)
  - 第11節 架空索道(第662条~第669条)
  - 第12節 一般機械装置(第670条~第677条)
  - 第13節 坑外及び鉱場の換気、照明及び気温(第678条~第680条)
  - 第14節 坑外及び鉱場の通路及び就業箇所(第681条~第699条)
  - 第15節 排水施設(第700条・第701条)
  - 第16節 ガス誘導施設(第702条~第709条)
- 第16章 掘削バージ、海洋掘採施設等(第710条~第756条)
  - 第1節 通則(第710条~第713条)
  - 第2節 掘削バージのえい航及び操作等(第714条~第723条)
  - 第3節 掘削バージの電気(第724条~第728条)
  - 第4節 掘削バージの保安施設等(第729条~第738条)
  - 第5節 湖沼等における掘削施設及び採油施設(第739条~第744条)
  - 第6節 プラットホーム(第745条~第749条)
  - 第7節 海洋掘採施設の保安施設等(第750条~第756条)
- 第17章 鉱害の防止(第757条~第831条)
  - 第1節 通則(第757条~第762条)
  - 第2節 ばい煙又は鉱煙による鉱害の防止(第763条~第767条)
  - 第3節 粉じんによる鉱害の防止(第768条~第771条)
  - 第3節の2 有害大気汚染物質による鉱害の防止(第771条の2・第771条の3)
  - 第4節 坑水又は廃水による鉱害の防止(第772条~第783条)
  - 第5節 毒劇物等による鉱害の防止(第784条・第785条)
  - 第6節 海洋の石油による鉱害の防止(第786条~第789条)
  - 第7節 騒音による鉱害の防止(第790条~第794条)
  - 第8節 振動による鉱害の防止(第795条~第799条)
  - 第9節 土地の掘削又は石油の掘採による鉱害の防止(第800条・第801条)
  - 第10節 鉱害を生ずるおそれが特に多い地下における特別掘採計画(第802条~第808条)
  - 第11節 鉱業廃棄物による鉱害の防止(第809条~第816条の2)
  - 第12節 捨石、鉱さい等の集積又はたい積による鉱害の防止(第817条~第829条)
  - 第13節 海洋の土砂による鉱害の防止(第830条・第831条)
- 第18章 放射線障害の防止(第832条~第850条)
  - 第1節 通則(第832条~第834条の2)
  - 第2節 放射線の管理(第835条~第840条)
  - 第3節 保安施設等(第841条~第843条)
  - 第4節 測定(第844条~第848条)
  - 第5節 記録(第849条・第849条の2)
  - 第6節 危険時の措置(第850条)
- 第19章 掘採の制限(第851条~第876条)
  - 第1節 海底等の地下の特別掘採計画(第851条~第853条)
  - 第2節 海底等の地下の掘採等(第854条~第868条)
  - 第3節 旧坑等への接近(第869条~第875条)
  - 第4節 報告(第876条)
- 第20章 請負作業の届出(第877条)
- 第21章 雑則(第878条~第883条)
- 附則